# Palazzo di Liria
Il Palazzo di Liria (in spagnolo: Palacio de Liria), conosciuto anche come Casa de Alba, è un palazzo neoclassico situato nel centro di Madrid, ai numeri 18-20 di Calle de la Princesa. È stato progettato da Ventura Rodríguez e costruito tra il 1762 e il 1783.
Il palazzo è la residenza madrilena dei Duchi d'Alba ed è considerato la residenza nobiliare più ricca e grande della Spagna. Ospita una collezione privata d'arte europea.

## Storia

### Costruzione
La costruzione iniziò sotto gli auspici del I duca di Berwick e Liria (da qui il nome del palazzo), James Fitz-James (1670-1734), figlio del re Giacomo II d'Inghilterra. Il duca risiedeva a Parigi, da dove supervisionò i piani e tutti i dettagli dell'opera. Il primo progetto fu affidato ad un architetto francese, Louis Guilbert, che iniziò i lavori anche se fu licenziato a causa delle numerose anomalie che il suo lavoro presentava.
La costruzione del palazzo fu ritardata e infine, subentrò alla direzione dei lavori il famoso architetto Ventura Rodríguez. Egli adattò i disegni e progetti degli architetti francesi inviati dal duca, realizzando un edificio neoclassico lungo, rettangolare e compatto. I lavori si svilupparono principalmente negli anni settanta del Settecento grazie anche alle entrate che il proprietario riceveva dall'America come Duca di Veragua; furono costosi e furono ostacolati dall'assenza del duca, che delegò la loro supervisione al fratello, il marchese di San Leonardo..
Alla conclusione dei lavori nel 1783, tuttavia, il palazzo fu immediatamente apprezzato. Quando William Beckford visitò la duchessa di Berwick nel 1787, elogiò il suo palazzo come "il più splendido di Madrid". Un anno dopo, Joseph Townsend affermò nel suo libro di viaggio in Spagna che "in termini di comfort ed eleganza, nessuna dimora di Madrid è paragonabile" al palazzo di Liria.
Agli inizi dell'Ottocento il palazzo passò in eredità alla Casa d'Alba. Il 19 marzo 1833 un incendio distrusse parte dell'archivio storico custodito nell'edificio. In seguito, l'architetto inglese Sir Edwin Lutyens progettò una serie di modifiche commissionate da Jacobo Fitz-James Stuart y Falcó. Eugenia de Montijo, ultima imperatrice consorte dei francesi, morì qui in esilio nel 1920.

### Danneggiamento durante la guerra civile spagnola e ricostruzione
Pochi giorni dopo la ribellione militare contro il Governo della Repubblica, nel luglio del 1936, il Palazzo di Liria fu sequestrato dalle milizie del Partito Comunista, che lo tennero aperto al pubblico, conservandone le collezioni come furono trovate. Nonostante i bombardamenti su Madrid, fu deciso che la collezione sarebbe rimasta nel Palazzo di Liria, anche perché, data l'identità del proprietario, si credeva che la parte ribelle non avrebbe mai attaccato la proprietà. Le misure di sicurezza erano estreme, al punto che non era consentito fumare all'interno dell'edificio e i dipinti erano protetti con corrimano per evitare possibili danni causati dai visitatori. Dal 31 agosto 1936, due volte alla settimana furono organizzate visite di gruppi di miliziani e conferenze di prestigiosi docenti, come Rafael Alberti o Teresa León, che trasformarono il Palazzo di Liria in uno dei centri culturali più attivi di Madrid durante la guerra.
Tuttavia, questa attività fu interrotta quando, contro ogni previsione, il 17 novembre 1936 il palazzo fu devastato da 18 bombe incendiarie. Diverse testimonianze danno conto dei danni dei bombardamenti. La servitù della Casa d'Alba fece un resoconto dei fatti in alcuni appunti manoscritti. In seguito ai bombardamenti i servi si precipitarono insieme ai miliziani a raggiungere i tetti per spegnere le fiamme ma questo non fu sufficiente, poiché le bombe incendiarie avevano bucato lo zinco del tetto e il fuoco si era impadronito di tutta la struttura di legno. Gran parte della struttura, tranne le facciate, fu distrutta. I miliziani cercarono di salvare il più possibile. I dipinti, imballati in caso di bombardamento, erano conservati in una stanza sicura. Le tende e gli arazzi furono smontati e, insieme ai tappeti, furono portati in giardino, dove furono trasferiti anche mobili, libri, porcellane e argenteria. Successivamente, il tutto fu portato in due edifici centrali di Madrid, sulle strade Serrano e Antonio Maura, occupate dal Partito Comunista.
Già allora, con il governo repubblicano installato a Valencia prima dell'avanzata delle truppe nazionali, si decise di trasferire le opere che formavano il tesoro artistico nazionale: circa 18.000 pezzi, compresi quelli del Museo del Prado e quelli della Casa d'Alba. Le opere furono trasferite inizialmente in Catalogna per passare poi alla Società delle Nazioni a Ginevra, dove furono esposte anche le opere provenienti dal Palazzo di Liria. Le opere rimasero a Ginevra fino al loro ritorno a Madrid quasi tre anni dopo. Il viaggio del tesoro nazionale durante la guerra civile fu al centro di alcune importanti mostre come Arte protetta (Museo del Prado, 2003) e Biblioteca en guerra (Biblioteca Nacional, 2006). Durante i quasi tre anni di questo viaggio, il restauratore Manuel Arpe Retamino seguì i spostamenti delle opere e successivamente scrisse un diario, di grande interesse per conoscere i dettagli di quanto accaduto, in cui racconta il grande successo della mostra del tesoro della Casa d'Alba a Valencia.
Dopo il ritorno a Madrid, le opere rimasero inizialmente sotto la custodia del servizio nazionale per la difesa del patrimonio artistico, creato per decreto dal primo governo di Franco nel 1938. Il duca d'Alba, Jacobo Fitz-James Stuart y Falcó, impiegò infatti alcuni anni per ricostruire l'edificio e raggruppare l'intera collezione, attraverso varie consegne tra l'estate del 1939 e gli ultimi mesi del 1944. Egli morì tre anni prima della conclusione dei lavori di costruzione del rinnovato Palazzo di Liria, che furono portati a termine nel giugno 1956 dalla XVIII duchessa d'Alba Cayetana Fitz-James Stuart e dal suo consorte Luis Martínez de Irujo.

## Descrizione
Il Palazzo di Liria è stato il primo palazzo madrileno in grado di armonizzarsi con il Palazzo reale. Esso presenta alcune singolarità che lo distinguono da tutte le altre costruzioni private di Madrid, tra cui il fatto di non essere integrato con gli edifici circostanti. La facciata non si affaccia sulla strada ma, secondo le usanze parigine dell’epoca, è distante dall’accesso principale come negli hotel francesi e il giardino circonda l’edificio per valorizzarne l’insieme.

### Architettura
L'edificio è composto da 200 stanze su 3.500 metri quadrati. La sua architettura, insieme a quella del Palazzo reale e del palazzo della Granja, introdusse nella città il nuovo gusto neoclassico. La pianta è rettangolare, molto allungata, con padiglioni sporgenti agli angoli.
È distribuito su entrambi i lati di un asse centrale. Il piano terra inizia con un androne d'ingresso che introduce lo scalone principale, che non è quello originale del XVII secolo. Non è originale nemmeno la distribuzione delle stanze, che è il risultato della ricostruzione successiva alla guerra civile. I lati maggiori del piano ospitano i saloni di rappresentanza e le stanze principali, alcune affacciate sull'ingresso e altre sul vasto giardino retrostante, in classico stile francese.
La facciata principale presenta un basso corpo imbottito come base e semicolonne che si estendono su due piani e ne sottolineano il senso barocco. Il corpo centrale è evidenziato da un attico rettangolare senza frontone, che ricorda lo schema delle facciate del palazzo della Granja.

### Cortile
Il cortile del palazzo di Liria è il più grande dei giardini storici privati presenti nel centro di Madrid e ha subito diverse modifiche nel corso dei decenni. Nelle piante del 1761 manca la fontana centrale nonostante anch'essa fosse stata costruita in quegli anni. Sebbene non si sappia con certezza chi abbia realizzato il primo progetto del giardino, si ritiene che Ventura abbia disegnato il piano e la grande fontana centrale sulla facciata posteriore. Con l’arrivo del nuovo secolo, infiammato dalle correnti pre-romantiche, l’aristocrazia spagnola variò i propri gusti e cominciò a disfarsi dei rigidi canoni geometrici del giardinaggio francese, tipici del XVIII secolo, a favore dei nuovi canoni “anglo-cinesi”, i quali preferivano forme curvilinee e alberi naturali liberi, come riportate nella pianta di Ibáñez de Ibero (1877) o in quella di Eugenio Eceiza (1909).
Nel 1916, il XVII duca d'Alba commissionò a Forestier, uno dei più importanti giardinieri e urbanisti dell'epoca, un nuovo progetto per il giardino antistante la facciata posteriore, più in linea con i principi stilistici dell'architettura del palazzo. Forestier tracciò l'attuale giardino basandosi su numerose aiuole con disegni circolari ed ellittici, e riformò i lati. Infine, l'intervento più recente e significativo risale agli anni cinquanta, con la costruzione della vasca renale, una delle prime in città, che ha conferito al giardino un tocco hollywoodiano contemporaneo. Di notevole interesse nei giardini sono le loro particolari sfingi, pressoché integre. Accanto all'ingresso si trova un interessante edificio per le guardie del palazzo, opera attribuita a Edwin Lutyens, che sarebbe contemporanea alla sua ristrutturazione del palazzo.

## Galleria d'arte
Il Palazzo di Liria ha custodito per più di sei secoli un enorme patrimonio che raggruppi lasciti delle casate nobiliari di Berwick, Alba, Lerín, Lemos, Carpio, Olivares, Ayala e Híjar. La collezione artistica comprende dipinti delle scuole italiana, fiamminga e spagnola. Vi si trovano opere di Fra Angelico, Jacopo Palma il Vecchio, Guido Reni, Rembrandt, Rubens, Jan Brueghel il Vecchio, Velázquez e molti altri, oltre a un'importante serie di ritratti di famiglia che rispecchia appieno i cambiamenti del gusto europeo dal XVI al XX secolo.
La galleria comprende gli arazzi, le sculture, i mobili, le porcellane e altri oggetti artistici conservati nel palazzo, molto importanti e numerosi. I dipinti italiani sono stati riuniti in una stanza, quelli fiamminghi in un'altra e quelli di scuola spagnola in una terza, sebbene quest'ultima abbia subito alcune trasformazioni decorative dopo il Duemila e qualche cambiamento nel suo sfondo pittorico. Si è cercato di ridare alla sala dedicata al III duca d'Alba l’aspetto che aveva prima dell'incendio. La sala presieduta dai due ritratti di Goya è dedicata agli anni del soggiorno di Cayetana, la XIII duchessa di Alba. Lo stile del Secondo Impero, poco documentato in Spagna, è rappresentato nella sala da ballo con due arazzi molto realistici dell'Imperatrice e di Napoleone III, oltre alle porcellane di Sèvres. Nella sala attigua si trovano i due ritratti a figura intera dell'Imperatrice e del Principe Imperiale, dipinto da Winterhalter. L'arte del Settecento è esposta nella sala degli amori degli dei, contenente tre arazzi tessuti nella Manifattura dei Gobelins da François Boucher e mobili Luigi XV, e nella sala da pranzo con quattro grandi arazzi anch'essi provenienti dalla Manifattura dei Gobelins, donati da Luigi XV al XII Duca d'Alba quando era ambasciatore a Parigi.
Il piano terra inizia con l'androne d'ingresso e lo scalone principale in uno stile che inizialmente era molto in sintonia con quello neoclassico originario, ma successivamente ha subito rifacimenti decorativi di carattere neobarocco. Vi si trova una collezione di busti e statue di José Álvarez Cubero e Antonio Solá, amici e protetti del duca Carlos Miguel durante il suo viaggio in Italia. La collezione culmina al primo piano con la greca Afrodite Genitrice. Sempre al piano terra, nella Biblioteca si trova il ritratto del XVII Duca d'Alba; la cappella contiene sette dipinti di Josep Maria Sert e una pala d'altare del XVII secolo dalla Casa de Sotomayor. Nella sala delle incisioni vi sono trenta ottime stampe di Mantegna, Dürer, Rembrandt e Van Dyck, le uniche superstiti della collezione di seimila incisioni che perirono nell'incendio del 1936.
La sala della musica ospita il dipinto di Ingres sull'Imposizione del vello d'oro sul maresciallo di Berwick da parte di Filippo V.
Al secondo piano ci sono tre stanze contenenti dipinti francesi e inglesi del XIX e XX secolo, di Corot, Fantin-Latour, Boudin, Reynolds, Romney, Gainsborough, un Guardi, e anche opere di pittura moderna, come una tela di Chagall e un collage cubista di Picasso. La seconda parte di questa sezione si divide in cinque periodi storici: quello della Casa de Alba dal XVI al XVIII secolo insieme alla sua alleanza con la Casa de Carpio; quella della Casa di Berwick e il suo legame con la Casa d'Alba, con le diverse modalità del ritratto settecentesco a cui essa contribuisce; quella del collezionista Carlos Miguel, VII Duca di Berwick e XIV d'Alba, l'eredità del Secondo Impero dell'Imperatrice Eugenia de Montijo e quella dei Duchi d'Alba nel XIX e XX secolo.
Una delle opere più insolite della raccolta è una scultura in legno del XVI secolo che mostra il terzo duca d'Alba che trafigge i tre principali nemici della Spagna, rappresentata a forma di idra con le teste di Elisabetta I d'Inghilterra, dell'Elettore di Sassonia e di Papa Paolo IV.

## Biblioteca
La biblioteca si trova al piano terra e occupa gran parte del lato destro della facciata principale del palazzo. I mobili originali, le librerie e il tavolo da lavoro erano in noce al momento della ricostruzione dopo la guerra civile, anche se anni dopo, nel 1989, fu iniziato un nuovo piano decorativo, in virtù del quale le librerie furono dipinte di verde e successivamente vennero aggiunti elementi al soffitto fino a portarlo allo stato attuale. La biblioteca si compone di due corpi ben differenziati: uno superiore, in cui sono distribuiti gli scaffali con i libri; e uno inferiore, chiuso da ante, che oltre a contenere i libri sui rispettivi ripiani funge da supporto per le vetrine portadocumenti.
È impossibile ricostruire in dettaglio l'evoluzione storica della biblioteca, poiché a seguito dell'incendio del 1936 andò perduta più della metà delle sue collezioni e non si conservarono cataloghi bibliografici che potessero dare conto della natura o dell'argomento di molte copie distrutte. Essa iniziò comunque a formarsi all'inizio del XVIII secolo, quando i Fitz-James Stuart, duchi di Liria e Jérica, decisero di stabilirsi definitivamente in Spagna, con i fondi bibliografici che la famiglia avrebbe acquisito e anche con i contributi di alcune delle casate nobiliari che attraverso un matrimonio furono successivamente incorporate nella Casa. La ricostruzione della biblioteca in seguito all'incendio del 1936 fu in qualche modo incompleta a causa all'acquisto da parte di Don Jacobo, XVII Duca d'Alba, della raccolta di Vicente Castañeda Alcover, segretario della Real Academia de la Historia, che si distinse per le sue attente rilegature e per una ricchissima raccolta di opere. L'incendio provocò inoltre la perdita di oltre 5000 scritti.
Tra il XVIII e il XX secolo, i successivi detentori dei ducati di Berwick e di Alba hanno ulteriormente ampliato i libri incorporati nella biblioteca. Il Duca Don Carlos Miguel all'inizio del XIX secolo, la Duchessa Rosario alla fine di questo stesso secolo e suo figlio il Duca Don Jacobo, padre dell'attuale Duchessa d'Alba, furono i principali contributori. Nella biblioteca vi sono libri d'arte, biografie, cronache e memorie dei diversi rami della casata; nel suo insieme essa raggiunge 18.000 volumi. Vi si trovano anche preziose raccolte documentarie, come i diari di bordo di Cristoforo Colombo, compreso il suo primo disegno della costa di Hispaniola, il testamento autografato di Filippo II e libri come una Bibbia in miniatura del XV secolo.

## Fondazione Casa de Alba
Il palazzo divenne il centro della Fondazione Casa de Alba, presieduta dal XIX duca d'Alba, Carlos Fitz-James Stuart y Martínez de Irujo, con il sostegno dei suoi due figli, Fernando, duca di Huéscar, e Carlos, conte di Osorno, come amministratori.  La fondazione è stata creata nel 1973 sulla base di diversi anni di lavoro di base gettato dai suoi genitori, Cayetana, diciottesima duchessa di Alba, e il suo consorte. A tale organizzazione si deve il merito di aver aperto al pubblico la collezione della Casa d'Alba così come i palazzi del duca, le sue attuali residenze, e condividere le informazioni su di loro in modo che altre persone possano godere e conoscere la sua eredità. Il Duca d'Alba ha attuato una politica di apertura con i cittadini di Madrid, i cittadini spagnoli e in generale i visitatori interessati alla cultura.